# Gulabli (Agdam)
Gulabli est un village de la région d'Agdam en Azerbaïdjan.

## Géographie
Le village de Gulabli de la région d’Agdam est situé sur les contreforts.

## Histoire
De 1992 à 2020, Gulabli est sous le contrôle des forces armées arméniennes. 
Le 20 novembre 2020, la région d'Agdam, y compris le village de Gulabli est rétrocédée à l'Azerbaïdjan conformément aux termes de la Déclaration tripartite du 10 novembre 2020, signée par les présidents azerbaïdjanais et russe et le premier ministre arménien.

## Économie
La principale occupation de la population est l'élevage et l'agriculture.